# Α-硝基甲苯
α-硝基甲苯是一种有机化合物，化学式为C7H7NO2。它可由亚硝酸银和溴化苄在乙醚中反应得到。苯甲醇和亚硝酸钠在乙酸的存在下于二氯甲烷中反应，也能制得α-硝基甲苯。它可以被还原剂还原为苄胺。